# San Francisco 49ers 1953
La stagione 1953 dei San Francisco 49ers è stata la 4ª della franchigia nella National Football League. La squadra terminò col suo miglior record 9-3, non perdendo mai due gare consecutive, ma due sconfitte coi Detroit Lions, che vinsero la Western Conference con un record di 10-2, le impedirono di qualificarsi per la finale di campionato.

## Partite

### Stagione regolare
| Turno | Data  | Trasferta           | Punteggio | Casa                | Record | Pubblico |
| 1     | 27/9  | Philadelphia Eagles | 31–21     | San Francisco 49ers | 1–0–0  | 25,000   |
| 2     | 4/10  | Los Angeles Rams    | 31–30     | San Francisco 49ers | 2–0–0  | 41,446   |
| 3     | 11/10 | San Francisco 49ers | 24–21     | Detroit Lions       | 2–1–0  | 56,080   |
| 4     | 18/10 | San Francisco 49ers | 35–28     | Chicago Bears       | 3–1–0  | 36,909   |
| 5     | 25/10 | Detroit Lions       | 14–10     | San Francisco 49ers | 3–2–0  | 52,300   |
| 6     | 1/11  | Chicago Bears       | 24–14     | San Francisco 49ers | 4–2–0  | 26,308   |
| 7     | 8/11  | San Francisco 49ers | 31–27     | Los Angeles Rams    | 5–2–0  | 85,856   |
| 8     | 15/11 | San Francisco 49ers | 23–21     | Cleveland Browns    | 5–3–0  | 80,698   |
| 9     | 22/11 | San Francisco 49ers | 37–7      | Green Bay Packers   | 6–3–0  | 16,378   |
| 10    | 29/11 | San Francisco 49ers | 38–21     | Baltimore Colts     | 7–3–0  | 26,005   |
| 11    | 6/12  | Green Bay Packers   | 48–14     | San Francisco 49ers | 8–3–0  | 31,337   |
| 12    | 13/12 | Baltimore Colts     | 45–14     | San Francisco 49ers | 9–3–0  | 23,932   |